# Jistebník
Jistebník település Csehországban, Nový Jičín-i járásban. Jistebník Petřvald, Studénka, Stará Ves nad Ondřejnicí, Klimkovice, Ostrava és Bravantice településekkel határos. Lakosainak száma 1721 fő (2024. január 1.).

## Népesség
A település lakosságának változását az alábbi diagram mutatja:
| Lakosok száma | 1307 | 1384 | 1821 | 1600 | 1517 | 1463 | 1546 | 1591 | 1703 | 1721 |
|               | 1869 | 1890 | 1921 | 1950 | 1980 | 2001 | 2017 | 2019 | 2022 | 2024 |